# گاربیس آپیریکیان
گاربیس آپیریکیان (ارمنی: Կարպիս Ափրիկյան؛ انگلیسی: Garbis Aprikian؛ ۱۹۲۶ – ۱۵ اکتبر ۲۰۲۴) خواننده، موسیقی‌دان و آهنگساز ارمنی‌تبار اهل فرانسه بود.

## زندگی
وی در سال ۱۹۲۶ در اسکندریه  به دنیا آمد. وی برنده جوایزی همچون مدال موسس خورناتسی شد.
وی در ۱۵ اکتبر ۲۰۲۴، در ۹۸ سالگی درگذشت.